# Nikola Krajačević
Nikola Krajačević Sartorius (Kraiacsevich) (Sisak, 29. studenog 1581. – Zagreb, 9. ožujka 1653.), hrvatski katolički svećenik, isusovac, prevoditelj i duhovni pisac.
Studirao je filozofiju u Grazu od 1606. do 1609. i teologiju u Rimu od 1609. do 1611. godine. Otac mu je bio Vuk Krajačević, graničarski časnik. Družbi Isusovoj pristupio je 1615. godine. Za duhovne misije u mjestu Kalec (danas Tkalec) u od 1621. do 1623. godine spjevao je niz duhovnih pjesama i preveo općinske molitve s latinskoga na hrvatski jezik po nalogu biskupa Domitrovića. Prvo izdanje zbirke tih pjesama nije sačuvano i ne zna se njegov točan naslov. Drugo izdanje objavljeno je u Bratislavi pod naslovom Molitvene knjižice. Djelo je anonimno jer se Krajačević potpisao kao "Jeden pop iz reda ježuitanskoga". Djelo se smatra najstarijom poznatom tiskanom zbirkom tekstova hrvatskih crkvenih pjesama.
Krajačević je prevodio tekstove iz Biblije (iz Novoga zavjeta). Njegova djela su poznavali Slovenci u Štajerskoj, u Kranjskoj i u Mađarskoj. Mikloš Küzmič napisao je svoje djelo na temelju Krajačevićeva evanđelistara Szveti evangyeliomi i molitvenika Kniga molitvena u 18. stoljeću.
Bio je ravnatelj isusovačke gimnazije u Zagrebu 1631. te od 1642. do 1643. godine.

## Djela
- Molitvene knyi'zicze (1640.)
- Szveti evangeliomi (u Gradcu 1651.)
- Katekizmus detcsinyi (1651.)

## Vanjske poveznice
- PJESNICI U KRIŽEVAČKOM KRAJU OD XVII. STOLJEĆA DO DANAS
- Vilko Novak: Martjanska pesmarica, Založba ZRC, Ljubljana, 1997. ISBN 961-6182-27-7